# Dasophrys boslacus
Dasophrys boslacus là một loài ruồi trong họ Asilidae. Dasophrys boslacus được Londt miêu tả năm 1981. Loài này phân bố ở vùng nhiệt đới châu Phi.